# Vladan Milojević
Vladan Milojević (cirílico serbio : Владан Милојевић; Aranđelovac, Serbia, 9 de marzo de 1970) es un exfutbolista y entrenador serbio. Actualmente es entrenador del Estrella Roja de Belgrado de la Superliga de Serbia.

## Trayectoria

### Como futbolista
Inició su carrera en las inferiores del Estrella Roja de Belgrado en 1986 y debutó como profesional con el FK Bečej. Entre 1990 y 1993 jugó en el Radnički Belgrado junto a Darko Tešović y Zdenko Muf.
En 1993 se trasladó a Grecia, donde jugó en PAS Giannina y Kalamata antes de regresar brevemente al Estrella Roja en 1996. Ese mismo año volvió a Grecia para unirse al Apollon Smyrnis. Posteriormente, militó en Panathinaikos (1997-2000), Iraklis (2000-2003) y Akratitos. Se retiró en 2004 tras un último paso por el Apollon Smyrnis.

### Como entrenador
Vladan Milojević inició su carrera como entrenador en las divisiones juveniles de Iraklis de Tesalónica y Estrella Roja de Belgrado, donde ganó el campeonato nacional sub-18 en 2011. Posteriormente, dirigió al Javor Ivanjica en la Superliga de Serbia, aunque dejó el cargo tras tres meses. En 2012 asumió en Čukarički, logrando el ascenso a la máxima categoría en 2013 y conquistando la Copa de Serbia en la temporada 2014-15.
Luego, tuvo breves etapas en Omonia de Chipre (2015-2016) y Panionios de Grecia (2016-2017). En 2017 asumió como entrenador en el Estrella Roja de Belgrado, donde ganó la liga en su primera temporada y llevó al equipo a la fase de grupos de la UEFA Champions League, logrando una victoria histórica sobre el Liverpool por 2-0 en 2018. Renunció en diciembre de 2019 con el equipo liderando la liga.
En 2020 fichó por el Al-Ahli de Arabia Saudita, y en 2021 dirigió brevemente al AEK Atenas antes de tomar el mando del Al-Ettifaq, donde fue despedido en 2022. Posteriormente, dirigió al APOEL de Chipre en la temporada 2022-23 y luego al Apollon Limassol, renunciando en diciembre de 2023. Ese mismo mes, regresó al Estrella Roja de Belgrado con un contrato a largo plazo.

## Palmarés

### Como futbolista
| Título                      | Club                      | País                | Año     |
| --------------------------- | ------------------------- | ------------------- | ------- |
| Copa de Serbia y Montenegro | Estrella Roja de Belgrado | Serbia y Montenegro | 1995-96 |

### Como entrenador

#### Campeonatos nacionales
| Título              | Club                      | País   | Año     |
| ------------------- | ------------------------- | ------ | ------- |
| Copa de Serbia      | Čukarički                 | Serbia | 2014-15 |
| Superliga de Serbia | Estrella Roja de Belgrado | Serbia | 2017-18 |
| Superliga de Serbia | Estrella Roja de Belgrado | Serbia | 2018-19 |
| Superliga de Serbia | Estrella Roja de Belgrado | Serbia | 2019-20 |
| Copa de Serbia      | Estrella Roja de Belgrado | Serbia | 2023-24 |
| Superliga de Serbia | Estrella Roja de Belgrado | Serbia | 2023-24 |
| Superliga de Serbia | Estrella Roja de Belgrado | Serbia | 2024-25 |